# Hudafarinova mostova
Hudafarinova mostova ali mostova Hoda Afarina (azerbajdžansko Xudafərin körpüləri, perzijsko پل خداآفرین) sta dva ločna mostova na meji med Azerbajdžanom in Iranom, ki povezujeta severni in južni breg reke Aras.

## Zgodovina
Komunikacijo med Kavkazom in zgodovinsko iransko regijo Azerbajdžan že dolgo ovira reka Aras. Zato so čez njo že od pradavnine gradili mostove. Hudafarinova mostova sta strateško pomembna in veljaata za eno zgodovinskih glavnih stičnih točk med Kavkazom in iranskim Azerbajdžanom. Premostitev se v kronikah imenuje tudi most Hosrov in most Aras. Most je prvič izpričan v prvi polovici 14. stoletja, v Nuzhat al-Kulub, s strani iranskega geografa Hamdalaha Mustavfija. Izvor imena je bil predmet številnih zgodb, ki so večinoma pomešane z mitologijo. Po besedah iranskega zgodovinarja iz 18. stoletja Mohameda Kazema Marvija je premostitev znana kot Hudafarin ('Bog je ustvaril'), ker so bila v obdobju Ilkanata (1256–1335) brezplodna prizadevanja za izgradnjo mostu, dokler se nekega dne most nenadoma ni pojavil, ustvaril pa ga je neviden.
Zgodovine in datuma mostu ni mogoče natančno potrditi, ker je bil skozi zgodovino večkrat porušen in nima nobenih kamnitih ali arhitekturnih napisov. V tej bližini je verjetno že dolgo stal most čez reko Aras. Nekateri zgodovinarji menijo, da je most obstajal že od obdobja predislamskega Ahemenidskega cesarstva (550–330 pr. n. št.), med vladavino Kira Velikega (vladal 550–530 pr. n. št.), da bi mu omogočil prehod na Kavkaz. Svoj argument utemeljujejo z napredkom in rastjo gradnje cest v obdobju Ahemenidov ter njihovimi akcijami po vsem Kavkazu. Drugi zgodovinarji menijo, da je most, ki ga je šadadidski vladar Abu'l-Asvar Šavur ibn Fadl (vladal 1022–1067) postavil leta 1027 čez reko Aras med svojim pohodom na Kavkaz. Drugi menijo, da arhitekturna zasnova mostu izvira iz obdobja Seldžuškega cesarstva (1037–1194).
Po Hamdalahu Mustavfiju je most zgradil Bukajr ibn Abdalah, eden od arabskih poveljnikov, ki je med vzponom islama vodil osvajanje iranskega Azerbajdžana (Adurbadagan). Iranski zgodovinar Hasan Musavizadeh meni, da je to malo verjetno, saj Arabci v tistem času niso imeli izkušenj z gradnjo mostov. Trdi, da na podlagi razpoložljivih dokazov most obstaja pred islamom in je bil prisoten skozi celotno obdobje Sasanidskega cesarstva (224–651). Od vzpona islama do konca rusko-iranske vojne 1826–1828 je bil most prizorišče več bojev in spopadov.
Hudafarinova mostova se pogosto omenjata v poročilih o dogodkih med rusko-iranskimi vojnami 1804–1813 in 1828. Premostitev je bil med dvema vojnama uporabljena kot postajališče za vojaške operacije in prevozno sredstvo, večkrat pa je bila uničena in ponovno zgrajena.
Leta 1805 je kadžarski šah Irana Fath-Ali Šah Kadžar (vladal 1797–1834) odkril, da je karabaški kan Ibrahim Halil Kan prebegnil iranski vladi in se pridružil ruskim silam. Zato je poslal prestolonaslednika Abasa Mirzo in slednjega namestnika Mirzo Bozorga Qa'em-Makama, da spravita pod nadzor Ibrahima Halil Kana. Ruski general Pavel Cicianov je napotil nekaj vojakov, da bi preprečili napredovanje vojakov Abasa Mirze pri vznožju Hudafarinovega mostu, da bi pomagali Ibrahimu Halil Kanu. Vendar pa so sile Abasa Mirze sčasoma premagale Ruse in prevzele nadzor nad trdnjavo Šuša, sedežem vlade Ibrahima Halil Kana.
Danes sta v bližini dva mostova, imenovana Hudafarinova mostova, eden je manjši, drugi pa večji. Inženirske in arhitekturne značilnosti teh dveh mostov se med seboj razlikujejo. Starost malega mostu ni znana, čeprav večina učenjakov meni, da izvira iz safavidske dobe (1501–1736). Ta dva mostova sta trenutno zaprta na obeh straneh iranske in azerbajdžanske meje.

## Raziskave
Prvi opis 15-razponskega mostu je bil podan v delu Umetnost Irana, objavljenem leta 1938 pod urednikovanjem A. Pope. Delo vsebuje tudi shematski prikaz mostu.
A. Sadihzade je bil prvi azerbajdžanski znanstvenik, ki je preučeval mostova na kraju samem in opravil vizualne meritve, rezultate raziskav pa je leta 1963 objavil v Zgodovini azerbajdžanske arhitekture.
Podrobna študija ostankov mostov in njihove izmere je bila narejena leta 1974.

## Gradnja
Mostova sta na razdalji 800 m drug od drugega.
11-razponski most se imenuje Synyg korpu ('zlomljen most').
Za gradnjo 15-razpetega mostu so arhitekti uporabili rečni tlakovec (valobrani in loki) in kvadratno pečeno opeko (parapet zgornjega dela).
Kot oporniki mostu so bili uporabljeni samo naravni kamni. Razponi mostov so različnih velikosti. Po strukturi terena most v tlorisu ni raven, ampak ima določeno krivino.
Dolžina 15-razpetega mostu je približno 200 metrov, širina - 4,5 m. Najvišja točka mostu je 10 m nad gladino vode. Valobrani, ki ščitijo stebre mostu, so v tlorisu trikotne oblike in so zgrajeni iz rečnega tlakovca. Na hrbtni strani ima valobran polkrožno obliko.
Oporniki 11-krakega mostu so bili prav tako zgrajeni iz kamna. V srednjem delu reke so razponi daljši in posledično višji, bližje bregom pa so razponi manjši tako po širini kot po višini. Skupna dolžina tega mostu je 130 m, širina - 6 m, največja višina - 12 m nad vodo.
Vezna rešitev 15-krakega mostu je bila izdelana iz gline s primesjo mleka.